# Steam
Steam é um serviço de distribuição digital de jogos eletrônicos e loja gerenciada pela Valve Corporation de plataformas digitais como jogos e aplicativos de programação, e fornece serviços facilitados como atualização automática de jogos, e preços acessíveis aos usuários. As funções do cliente Steam incluem automação de atualização de jogos, armazenamento em nuvem para o progresso do jogo e recursos da comunidade, como mensagens diretas, funções de sobreposição no jogo e um mercado virtual colecionável.
O serviço é a maior plataforma de distribuição digital de jogos de computador, com uma estimativa de 75% da participação de mercado em 2013, de acordo com a IHS Screen Digest. Em 2017, as compras de jogos através do Steam totalizaram cerca de US$ 4,3 bilhões ou pelo menos 18% das vendas globais de jogos para PC, de acordo com o Steam Spy. Em 2021, o serviço tinha mais de 34.000 jogos com mais de 132 milhões de usuários ativos mensais. O sucesso do Steam levou ao desenvolvimento dos PCs para jogos Steam Machine em 2015, incluindo o sistema operacional SteamOS e o Steam Controller; Dispositivos Steam Link para streaming local de jogos; e em 2022, o Steam Deck portátil feito sob medida para rodar jogos Steam.
O sucesso do Steam gerou algumas críticas devido ao seu apoio ao DRM e por ser efetivamente um monopólio.

## Comunidade Steam
Em 12 de setembro de 2007, a Valve lançou a Comunidade Steam (em inglês: The Steam Community), uma aba que permite aos usuários Steam comunicarem entre si. Pode ser acessado tanto de forma independente (através do navegador ou do próprio Steam) quanto por meio de um programa visualizável sobre jogos com aceleração 3D.
Dependendo das configurações de privacidade, a página do usuário inclui informações pessoais, ligações para "Amigos", detalhes de jogos que possui, incluindo tempo de jogo, notas, e ligações para grupos (comunidades) do qual o usuário é integrante.
A ferramenta de mensagens instantâneas do Steam, suporta conversas entre duas ou mais pessoas, com voz sobre IP ponto-a-ponto. Fornece informações aprofundadas a respeito de quais jogos cada contato está jogando, permitindo que o usuário se junte a eles em jogos multi-jogadores compatíveis.

## História
O desenvolvimento do sistema Steam teve início em uma data não revelada, anterior a 2002. Antes de "Steam", recebeu os codinomes "Grid" e "Gazelle". Foi anunciada ao público em 22 de março de 2002 na Game Developers Conference, e foi apresentada apenas como uma rede de distribuição. Para demonstrar a facilidade de integração do Steam a um jogo, a Relic Entertainment criou uma versão especial de Impossible Creatures. O jogo, no entanto, não foi lançado no sistema naquela época, estando disponível no catálogo treze anos depois com uma versão retrabalhada.
O aplicativo cliente, em versão 1.0, foi disponibilizado para download em 2002 durante o período de beta-teste de Counter-Strike 1.6. À época, foi visto como um método para simplificar o processo de atualização e correção de defeito comuns em jogos online de computador. A instalação e uso do Steam eram obrigatórios para os testadores do jogo, mas o Steam era um componente opcional para os demais jogadores. Em 2004, a rede de autenticação World Opponent Network (WON) foi desativada e substituída pelo Steam.
Na mesma época, a Valve começou a negociar contratos com diversas editoras e desenvolvedores independentes para lançarem seus jogos no Steam, em geral, com um desconto de pré-compra de 10% do valor sugerido de venda. Dois exemplos recentes são Rag Doll Kung Fu e Darwinia, a editora canadense Strategy First anunciou em dezembro de 2005 uma parceria com a Valve para a distribuição eletrônica de títulos atuais e futuros.
Em outubro de 2012, a Valve anunciou o início de sua parceria com a empresa brasileira de pagamentos eletrônicos PagSeguro (naquela época ainda conhecida como "UOL BoaCompra") - possibilitando que usuários possam efetuar compras no Steam utilizando boleto bancário, depósito DOC, cartões de crédito nacionais e internacionais, assim como a disponibilidade de cartões pré-pago físico nas principais lojas e hipermercados nacionais.

### Lançamento deHalf-Life 2
Em 16 de novembro de 2004, Half-Life 2 foi lançado oficialmente. O jogo exigia sua ativação pelo Steam para ser jogado. Durante o dia do lançamento, um número significante de compradores (tanto pelo Steam quanto por lojas tradicionais) se viram incapacitados de jogar, em parte devido a lentidões no sistema Steam. Os servidores europeus de autenticação saíram do ar por cerca de cinco horas até serem consertados, impedindo usuários com contas neles armazenados de descriptografar o conteúdo e usufruir do jogo que haviam comprado. Outros problemas incluíram baixas velocidades de transferência, falhas e atualizações desnecessárias. As dificuldades e falhas apresentadas renderam ao lançamento o segundo lugar em uma lista dos "cinco lançamentos de jogos para computador mais atrapalhados" do site 1UP.com.

### Avaliação dos jogos
Para facilitar o processo de escolha dos jogos, desde março de 2006 a Valve publica na página dos jogos o metascore, uma média ponderada de críticas, feita pelo Metacritic. Na página dos jogos no Metacritic é possível ler as críticas escritas sobre eles.
Junto disso, o serviço permite que usuários publiquem suas avaliações para jogos listados no serviço.

## Steamworks
Em 28 de janeiro de 2008 a Valve liberou o Steamworks, uma ferramenta gratuita de desenvolvimento e publicação que possibilitou o acesso de desenvolvedores a cada componente do Steam. Especialmente, o Steamworks fornece meios de integrar os jogos com o cliente Steam, incluindo rede e ferramenta de autenticação de jogadores para ambos servidor e jogos multiplayer peer-to-peer, mecanismos de criar partidas, suporte para amigos e grupos da comunidade Steam, estatísticas e proezas Steam, integração de comunicação de voz, e suporte para Steam Cloud; a API também fornece mecanismos anti-cheat e gerenciamento de cópias digitais.

### Linux
A Valve anunciou em 2012 que estava desenvolvendo um cliente Steam para Linux e modificando a Source Engine para funcionar nativamente no Linux, baseando-se na distribuição Ubuntu, o teste beta interno do cliente Linux começou em outubro de 2012, o teste externo começou no início de novembro do mesmo ano, o beta aberto foi disponível no final de dezembro de 2012, e o cliente foi finalmente lançado no meio de fevereiro de 2013.
Em agosto de 2018, a Valve lançou a versão beta do Proton, uma camada de compatibilidade do Windows de código aberto, assim os que usam o sistema operacional Linux podem rodar jogos Windows direto do cliente Steam para Linux. O software permite o uso de controles suportados pelo Steam, mesmo aqueles não compatíveis com Windows.